# Masolino da Panicale

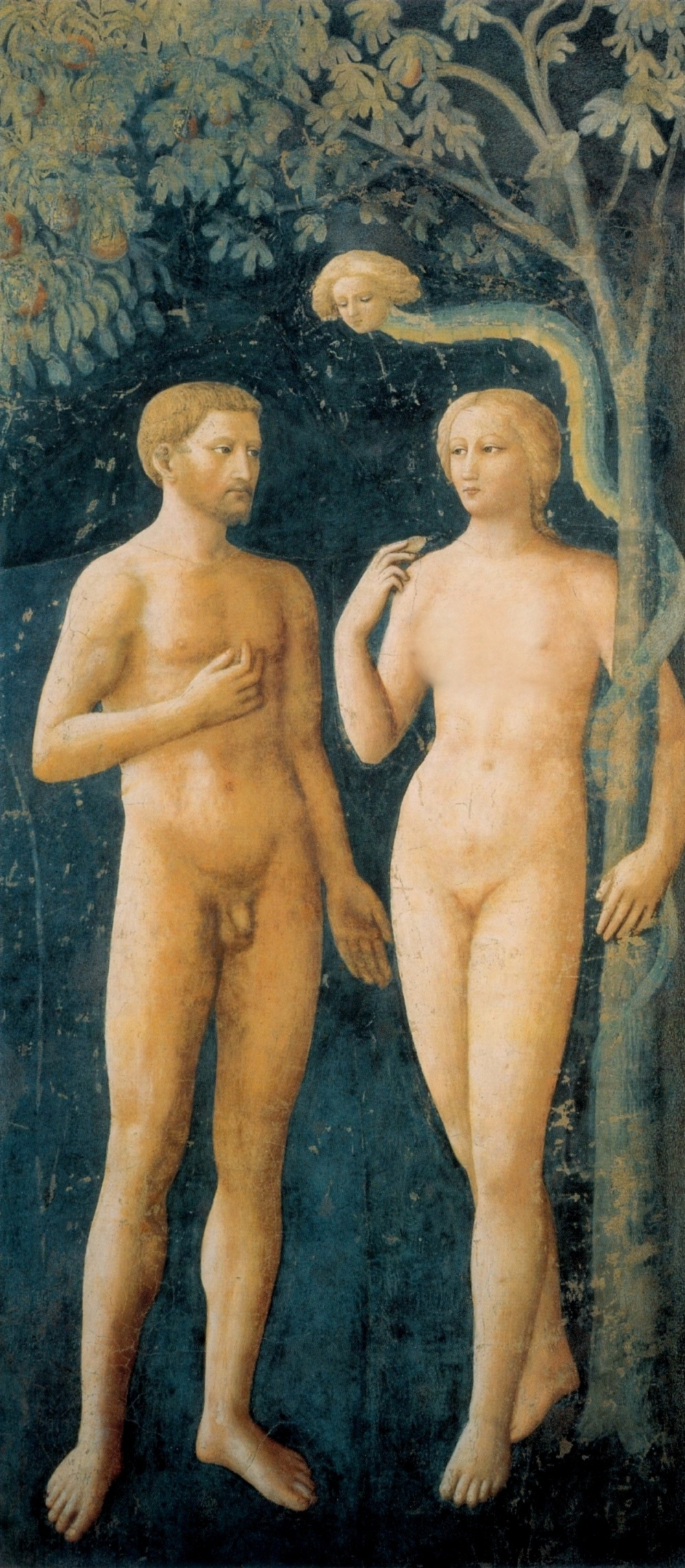
La tentación de Adán y Eva, hacia 1426-1427, frescos de la capilla Brancacci.

Masolino da Panicale de nombre real Tommaso di Cristoforo Fini (Panicale, 1383–San Giovanni Valdarno, 1440) fue un pintor cuatrocentista italiano.

## Biografía
Tommaso di Cristoforo Fini nació en la localidad de Panicale de Valdarno (Umbría) en 1383. Aunque en general poco se sabe de sus orígenes, según Vasari inicialmente se dedicó a la escultura siendo discípulo de Starnina y colaborador de Lorenzo Ghiberti. Hacia 1402 se consagró a la pintura estando sus primeros trabajos aún dentro del estilo gótico internacional. Para esa época realizó estudios de perspectiva, la primera de sus obras pictóricas conocidas está fechada en 1423, cuando se había trasladado a Florencia. Allí colaboró con Masaccio en diversos frescos de la capilla Brancacci en la iglesia de Santa María del Carmine. En 1427 viajó a Hungría llamado por el rey Segismundo. En 1428 se dirigió a Roma, donde trabajó hasta por lo menos 1431 para realizar los frescos de la iglesia de Santa Maria Maggiore, de la capilla de Santa Catalina, en la iglesia de San Clemente y el políptico de la Virgen de las Nieves. Hacia 1435 se encontraba en Castiglione de Olona provincia de Como en la Lombardía, donde realizó los frescos del Carmine asistido por Vecchietta.

## Crítica
Según algunos autores el Masolino tuvo una dependencia estilística respecto a Masaccio quien era su joven ayudante; como sea, la obra del Masolino se diferencia dentro del humanismo dramático y coherente del gótico tardío, su obra se encuentra entre el estilo gótico internacional ya de carácter naturalista (ver: Ars Nova) y el pleno Renacimiento italiano, siendo en ocasiones poéticamente fabulosa tal cual se puede observar en los frescos del Carmine y de Castiglione Olona en donde rigurosas perspectivas geométricas, con valor decorativo, rodean a elegantes y delicadas figuras y a amplios volúmenes lo cual otorga a la composición una mesura rítmica que parece aislarla del tiempo.

## Obras
- Virgen de la humildad (1423, Kunsthalle de Bremen)
- Políptico de la Virgen de las Nieves para la basílica de Santa Maria Maggiore (1428, actualmente repartido entre el Museo de Capodimonte, la National Gallery de Londres y el Art Museum of Philadelphia)
- Frescos de la colegiata (1425) y baptisterio (1435) de Castiglione Olona.
- Sant'Anna Metterza (1424-1425, Galleria degli Uffizi, Florencia.
- Pala de La Anunciación (1425/1430) para la Capilla Guardini en la iglesia de san Niccolò Oltrarno, Florencia.
- Vida de San Pedro y escenas del Génesis (frescos realizados junto a Masaccio en la Capilla Brancacci, Florencia).
- La Virgen y el Niño con Santa Ana (1429, pintado para la iglesia de Sant'Ambrogio, Florencia)
- El papa ¿Gregorio Magno? y San Martín (circa 1425)
- Parte del tríptico de Santa Maria Maggiore (Roma).